# Bacaffa d'Éthiopie
Bacaffa l'Impitoyable fut Négus d’Éthiopie sous les noms de  Masih Sagad et de Adbar Sagad II, de 1721 à 1730.

## Biographie

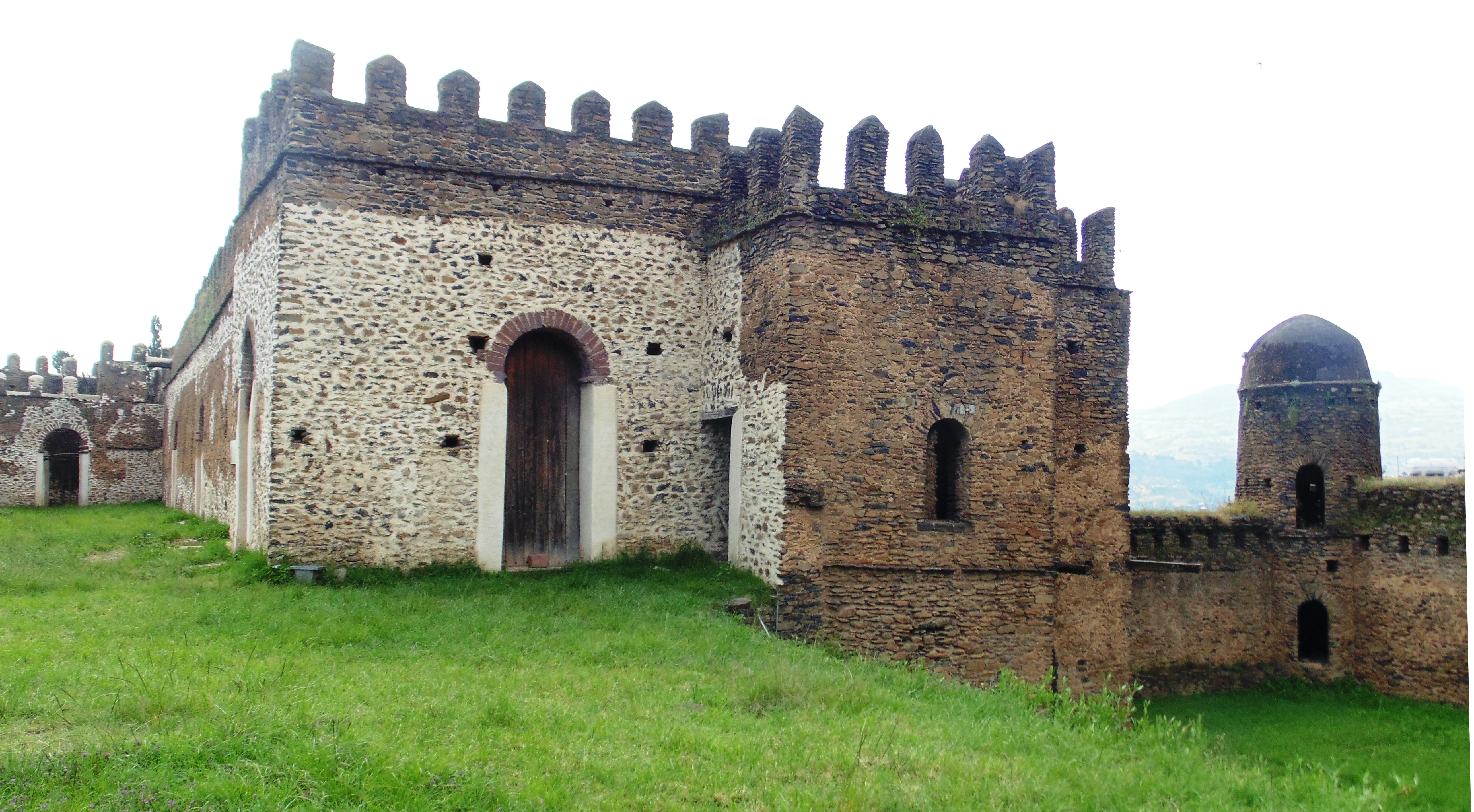
Palais de Bakaffa dans le Fasil Ghebbi, à Gondar en Éthiopie

Bacaffa, né prince Asma Guiorguis, qui monte sur le trône en 1721 après l'empoisonnement (?) de son frère et prédécesseur David III, est un souverain ombrageux et superstitieux, que certains ont comparé au roi de France Louis XI. Selon la légende, on lui prédit qu’une certaine Oualatta-Guiorguis exercerait une autorité absolue sous le règne de son successeur. Il passe une partie de son règne à chercher la mystérieuse usurpatrice. Tombé malade à l’ouest du lac Tana, dans le Qouara, il est soigné par Berhan-Mogasa (Splendeur de Lumière), qu’il épouse et qui lui donne pour fils le futur Iyasou II. Berhan-Mogasa est couronnée sous le nom de Mentewab (Que tu es belle !). L’Empereur proclame une ère de paix. Quand par hasard il raconte à Mentewab la prophétie, il apprend d’elle que Walatta-Guiorguis était son nom de baptême. Dès lors la prophétie devient rassurante et signifie que l’impératrice exercerait la régence de son fils à la mort de Bacaffa.
Bacaffa lance des expéditions contre les provinces rebelles : Damot, Bégemeder (Begamder), Lasta. Il ne peut freiner la continuelle montée des Galla, qui envahissent progressivement l’est du Choa, isolent le Sidamo, effacent les états chrétiens de l’Enarya. Durant son règne, le Choa devient indépendant sous le roi Abbiyé, premier d’une lignée qui agrandira ses possessions pendant plus d’un siècle.
Bacaffa fait construire les derniers palais de Gondar. À sa mort de maladie à Gondar le 19 septembre 1730, l’impératrice Mentewab cache le décès pendant quelque temps afin d’établir fermement son fils Iyasou II sur le trône.